# Campo Belo (gemeente)
Campo Belo is een gemeente in de Braziliaanse deelstaat Minas Gerais. De gemeente telt 53.653 inwoners (schatting 2009).